# Pièce commémorative de 1 dollar américain pour le bicentenaire de la Maison Blanche
La pièce commémorative de 1 dollar américain pour le bicentenaire de la Maison Blanche est une pièce de monnaie non circulante émise par la Monnaie des États-Unis en 1992 et frappée par les Monnaies de Denver et de West Point.
Cette pièce d'un dollar est autorisée par la loi 102-281 du 13 mai 1992, qui prévoit l'émission d'une pièce commémorative pour le bicentenaire de la pose de la première pierre de la Maison-Blanche le 13 octobre 1792.

## Contexte
L'approbation pour une pièce honorant la Maison-Blanche des États-Unis tarde à venir. Ce n'est qu'en date du 13 mai 1992 que le Congrès adopte une loi prévoyant la frappe d'une pièce d'argent d'un montant maximal de 500 000 dollars pour commémorer la pose de la première pierre de cette structure le 13 octobre 1792. Occupée pour la première fois par le président des États-Unis en 1800, le bâtiment original est conçu par l'architecte James Hoban. Incendiée par l'armée britannique en 1814, seules les murs sont restés, mais la Maison-Blanche est restaurée immédiatement, et des extensions sont ajoutées au fil des générations.

## Dessin

Logo officiel de la Maison Blanche, avec la façade nord du bâtiment, reproduit sur l'avers de la pièce commémorative.

Une controverse entoure l'avers de ce dollar en argent. Tel que conçu initialement par le sculpteur-graveur de la Monnaie américaine, John Mercanti, ce côté inclut un extrait de la prière du premier occupant de la Maison-Blanche, John Adams, qui dit « Que seuls des hommes honnêtes et sages règnent sous ce toit... ». Cette exclusion innocente d'une éventuelle présidente, entièrement compréhensible en 1800, suscite la controverse en matière de politiquement correct en 1992, et cette inscription est supprimée. Finalement, l'avers du dollar en argent de la Maison-Blanche est achevé par un collègue de la Monnaie, Edgar Z. Steever. On y voit le portique nord de la Maison-Blanche avec les dates du bicentenaire au-dessus et l'inscription THE WHITE HOUSE au-dessus de celles-ci. Les initiales de Steever sont en dessous de la structure à gauche, tandis que le différent — « D » pour les pièces brillant uninversel frappées à la Monnaie de Denver, « W » pour les pièces belle épreuve frappées à la Monnaie de West Point — apparaît près de la bordure à la position quatre heures.
Le revers de ce dollar en argent représente l'architecte James Hoban devant l'entrée principale de la Maison-Blanche, son nom placé en dessous de sa figure en pied. Les initiales du sculpteur-graveur de la Monnaie américaine, Chester Y. Martin, apparaissent sur la manche de Hoban, tandis que les inscriptions restantes des deux côtés sont de nature statutaire.

## Production et vente
La loi autorisant l'émission de ces pièces commémoratives prévoit une émission maximale de 500 000 exemplaires. La pièce est produite à la Monnaie de Denver, où les pièces brillant universel sont frappées, et à la Monnaie de West Point, qui frappe les pièces avec une finition belle épreuve et est mise à la disposition du public à partir du 17 juillet 1992,.
Sa production s'élève à 123 803 pièces dans sa version brillant universel et 375 851 dans la version belle épreuve, soit un total de 499 654 exemplaires, c'est-à-dire presque le maximum de l'émission autorisée.
La pièce est commercialisée au prix de 28 dollars en version brillant universel et 32 dollars en version belle épreuve, et les bénéfices tirés de sa vente sont destinés à la collection des Beaux-Arts et du Mobilier Historique de la Maison-Blanche, pour l'entretien des salles publiques historiques de ce bâtiment,.

## Distinction
Le dollar en argent du bicentenaire de la Maison-Blanche est reconnu par le Prix de la Monnaie de l'Année (en) en 1994 comme la monnaie la plus populaire émise dans le monde en 1992.

### Référence
(gl) Cet article est partiellement ou en totalité issu de la page de Wikipédia en galicien intitulée « Dólar de prata do bicentenario da Casa Branca » (voir la liste des auteurs).
1. 1 2 3  (en-US) Q. David Bowers, « Silver Dollars & Trade Dollars of the United States - A Complete Encyclopedia, Commemorative Dollar Listings (Page 25) », sur PCGS (consulté le 2 décembre 2023)
2. ↑  (en-US) Kerry Byrne, « On this day in history, November 1, 1800, John Adams becomes first president to live in White House », sur Fox News, 31 octobre 2022 (consulté le 2 décembre 2023)
3. ↑  (en) Abby Gunn Baker, « The Erection of the White House », Records of the Columbia Historical Society, Washington, D.C., vol. 16,‎ 1913, p. 120–149 (ISSN 0897-9049, lire en ligne, consulté le 2 décembre 2023)
4. ↑  (en) Joel Achenbach, « In 1814, British forces burned the U.S. Capitol », The Washington Post,‎ 6 janvier 2021 (lire en ligne)
5. 1 2  (en-US) « Commemorative | White House 200th Dollar | U.S. Mint », sur United States Mint (consulté le 2 décembre 2023)
6. 1 2  (en) « 1 Dollar, White House Bicentenary », sur en.numista.com (consulté le 2 décembre 2023)
7. ↑  (en-US) Phaedon Hain-Kararakis, « Historical Coin Sales Figures: 1992 White House 200th | U.S. Mint », sur United States Mint, 17 juin 2016 (consulté le 2 décembre 2023)
8. ↑  (en) Donald Scarinci, Coin of the Year: Celebrating Three Decades of the Best in Coin Design and Craftsmanship, Penguin, 1er mai 2015 (ISBN 978-1-4402-4478-0, lire en ligne)